# Campionati africani di badminton 2022
I Campionati africani di badminton 2022 si sono svolti a Kampala, in Uganda, dal 18 al 20 febbraio 2022. È stata la 25ª edizione del torneo, organizzato dalla Badminton Confederation of Africa.

## Podi
| Evento              | Oro                                | Argento                             | Bronzo                                       |
| Singolare maschile  | Anuoluwapo Juwon Opeyori           | Brian Kasirye                       | Adham Hatem Elgamal                          |
| Singolare maschile  | Anuoluwapo Juwon Opeyori           | Brian Kasirye                       | Adel Hamek                                   |
| Singolare femminile | Nour Ahmed Youssri                 | Doha Hany                           | Husina Kobugabe                              |
| Singolare femminile | Nour Ahmed Youssri                 | Doha Hany                           | Hana Tarek                                   |
| Doppio maschile     | Koceila Mammeri Youcef Sabri Medel | Adham Hatem Elgamal Ahmed Salah     | Abdelrahman Abdelhakim Mohamed Mostafa Kamel |
| Doppio maschile     | Koceila Mammeri Youcef Sabri Medel | Adham Hatem Elgamal Ahmed Salah     | Mohamed Abderrahime Belarbi Adel Hamek       |
| Doppio femminile    | Lorna Bodha Kobita Dookhee         | Amy Ackerman Deidre Laurens Jordaan | Audrey Lebon Leperlier Estelle               |
| Doppio femminile    | Lorna Bodha Kobita Dookhee         | Amy Ackerman Deidre Laurens Jordaan | Nour Ahmed Youssri Doha Hany                 |
| Doppio misto        | Koceila Mammeri Tanina Mammeri     | Jarred Elliott Amy Ackerman         | Chan Fung Ting Xavier Ly-Hoa Chai            |
| Doppio misto        | Koceila Mammeri Tanina Mammeri     | Jarred Elliott Amy Ackerman         | Jean Bernard Bongout Lorna Bodha             |